# Dālī Chū
Dālī Chū (persiska: دالی چو, دَليچُّ, دالوچو, دائی چو) är en ort i Iran.   Den ligger i provinsen Hamadan, i den nordvästra delen av landet, 300 km väster om huvudstaden Teheran. Dālī Chū ligger 1 859 meter över havet och antalet invånare är 470.
Terrängen runt Dālī Chū är huvudsakligen platt, men åt nordväst är den kuperad. Dālī Chū ligger nere i en dal. Runt Dālī Chū är det ganska tätbefolkat, med 52 invånare per kvadratkilometer. Närmaste större samhälle är Qohord-e Bālā, 10,2 km sydost om Dālī Chū. Trakten runt Dālī Chū består i huvudsak av gräsmarker.